# 2-га моторизована бригада СС
2-га моторизована бригада СС (нім. 2. SS-Infanterie-Brigade (mot.)) — німецьке військове формування, моторизована бригада у складі військ Ваффен-СС, що брала участь у бойових діях на Східному фронті під час Другої світової війни.

## Історія
Бригада була створена на основі 4-го і 5-го піхотних полків СС (колишні штандарти СС «Тотенкопф») в травні 1941 року на території Польщі. Передбачалося, що в окупованому СРСР бригада буде нести охоронну службу, але командування 9-ї армії використовувало бригаду в бойових діях в перші дні війни. В ході перших боїв бригада зазнала відчутних втрат, і її полки 10 липня були виведені на полігон «Арус» в Східній Пруссій.
На початку вересня 4-й полк повернувся на територію Радянського Союза, а 5-й полк був розформований в Арусі. Замість нього в листопаді 1941 року в бригаду був введений Добровольчий легіон «Фландрія». В цей час штаб бригади і підлеглі йому частини знаходилися на ленінградській ділянці фронту в складі XXVIII армійського корпусу. У бригаду були передані різні добровольчі підрозділи: Добровольчий легіон «Норвегія», Добровольчий легіон «Нідерланди» і латиські поліцейські батальйони. Бригада брала участь, в відбиванні радянського наступу під Волховом, а потім у знищенні радянських військ у Волховському котлі. Потім бригада брала участь в першій оборонній битві біля Ладозького озера. Весь цей час бригада діяла в складі L армійського корпусу. До весни 1943 року бригада брала участь в окопній війні на Ленінградському фронті.
У квітні — травні 1943 року бригаду покинули західноєвропейські добровольчі легіони, і вона була переформована в повністю латиську 2-гу добровольчу бригаду СС.

## Командири
- Бригадефюрер СС і генерал-майор Ваффен-СС Карл фон Фішер-Троєнфельд (24 квітня — 5 липня 1941)
- Штандартенфюрер СС Готтфрід Клінгеманн (5 липня 1941 — 26 січня 1943)
- Бригадефюрер СС і генерал-майор Ваффен-СС Фріц фон Шольц (26 січня — 30 квітня 1943)
- Штандартенфюрер СС Гінріх Шульдт (30 квітня — 18 травня 1943)

## Склад
- Добровольчий легіон «Нідерланди»
- Добровольчий легіон «Норвегія»
- Добровольчий легіон «Фландрія»
- 56-й поліцейський батальйон СС
- 102-й поліцейський батальйон СС
- 305-й поліцейський батальйон СС
- 52-й артилерійський дивізіон СС
- 52-га зенітна батарея СС
- 52-га саперна рота СС